# Dominica nos Jogos Olímpicos de Verão da Juventude de 2010
A Dominica participou dos Jogos Olímpicos de Verão da Juventude de 2010 em Cingapura. Sua delegação foi composta de apenas três atletas, todos do atletismo.

## Atletismo
| Evento          | Atleta            | Qualificação | Qualificação | Final     | Final         |
| Evento          | Atleta            | Resultado    | Posição      | Resultado | Posição       |
| --------------- | ----------------- | ------------ | ------------ | --------- | ------------- |
| 1000 m feminino | Kaysand Alexander | 3:21.10      | 26º (11º q2) | 3:14.91   | 11º (Final B) |
| 400 m masculino | Simon Lawrence    | 48.82        | 12º (4º q1)  | 49.26     | 7º (Final B)  |
| 400 m feminino  | Tabique Lockhart  | 58.76        | 17º (5º q2)  | 59.44     | 4º (Final C)  |